# Akademia Nauk Stosowanych im. Jana Amosa Komeńskiego w Lesznie
Akademia Nauk Stosowanych im. Jana Amosa Komeńskiego w Lesznie – publiczna uczelnia zawodowa utworzona 1 lipca 1999 r. w Lesznie utworzona 1 lipca 1999 na mocy decyzji Rady Ministrów. Początkowo uczelnia kształciła na studiach pierwszego stopnia, a od 2016 roku oferuje także kierunki na studiach drugiego stopnia. Jako pierwsza szkoła wyższa w Polsce wprowadziła także innowacyjny model studiów dualnych; od 2011 roku znany on jest pod nazwą leszczyński model studiów dualnych. Utworzenie uczelni znacząco wpłynęło na rozwój miasta. Do 2022 roku uczelnia była znana jako Państwowa Wyższa Szkoła Zawodowa im. Jana Amosa Komeńskiego.
ANS w Lesznie kształci blisko 2 tysięcy studentów na studiach stacjonarnych i niestacjonarnych. Proponuje szeroki wybór kierunków i specjalności o zróżnicowanym profilu kształcenia. Ofertę edukacyjną uzupełniają studia podyplomowe oraz kursy i szkolenia. Po ukończeniu studiów absolwenci uzyskują tytuł zawodowy licencjata, inżyniera lub magistra.
Patronem leszczyńskiej uczelni jest czeski pedagog Jan Amos Komensky. Jego monumentalny pomnik, autorstwa Ireneusza Daczki, usytuowany jest przy budynku głównym.
Uczelnia finansowana jest przez dotację z budżetu państwa oraz przez Ministerstwo Nauki i Szkolnictwa Wyższego. Wraz z czterema uczelniami zawodowymi z terenu Wielkopolski tworzy od 2018 roku Związek Wielkopolskich Publicznych Uczelni Zawodowych. Ściśle współpracuje także z poznańskimi szkołami wyższymi. Jest jednym z inicjatorów międzynarodowego przedsięwzięcia pod nazwą „Europe-Asia Didactic Hub”. Od lat cieszy się opinią najbardziej usportowionej uczelni w Polsce, zajmując czołowe miejsca w Akademickich Mistrzostwach Polski w typie wyższych szkół zawodowych.

## Władze
- Rektor: dr Janusz Poła, prof. ANS
- Prorektor ds. studentów: dr Dorota Sipińska, prof. ANS
- Prorektor ds. nauki i współpracy z zagranicą: prof. dr hab. Maciej Pietrzak
- Prorektor ds. kształcenia: mgr Damian Kędziora
- Kanclerz: mgr Andrzej Szwarczyński

## Rektorzy
1. 1999–2008: prof. dr hab. Wiesław Osiński – specjalista teorii wychowania fizycznego, antropomotoryki i gerokinezjologii.
2. 2008–2012: prof. dr hab. inż. Czesław Królikowski – elektrotechnik (elektroenergetyczne urządzenia rozdzielcze),
3. 2012-2020: prof. dr hab. Maciej Pietrzak – geograf, ekolog krajobrazu,
4. od 2020: dr Janusz Poła, prof. ANS

## Kształcenie
Uczelnia daje możliwość podjęcia studiów pierwszego i drugiego stopnia na trzynastu kierunkach prowadzonych w ramach w czterech instytutów:
- Instytut Gospodarki
  - Bezpieczeństwo narodowe
  - Ekonomia
  - Logistyka
  - Zarządzanie

- Instytut Pedagogiczny
  - Pedagogika
  - Pedagogika przedszkolna i wczesnoszkolna

- Instytut Politechniczny
  - Budownictwo
  - Informatyka
  - Mechanika i Budowa maszyn
  - Mechatronika

- Instytut Zdrowia i Kultury Fizycznej
  - Fizjoterapia
  - Pielęgniarstwo
  - Wychowanie fizyczne.

## Baza lokalowa
| Obiekt                           | Adres                            | Uwagi | Zdjęcie |
| Budynek Główny                   | ul. Mickiewicza 5 64-100 Leszno  | Mieści: rektorat, 26 sal wykładowych o powierzchni użytkowej 18980m² dla 1805 studentów, laboratoria informatyczne o powierzchni 297,3 m², laboratorium językowe o powierzchni 52,0 m², pracownię kinezyterapii o powierzchni 94,1 m², pracownię fizjoterapii o powierzchni 94,1 m 2, pracownię termodynamiki o powierzchni 51,5 m², siłownię pomieszczenia biurowe dla pracowników administracyjnych i dydaktycznych, archiwum zakładowe, skrypciarnię, szatnię, klub profesorski. |         |
| Wielofunkcyjna „Aula Comeniana”  | ul. Mickiewicza 5 64-100 Leszno  | Powierzchnia użytkowa 3665,3 m². W tym: sala wykładowa mieszcząca 90 osób, sala chóru i dyrygentów na 88 osób, sala audytoryjna na 420 osób, dwie sale audytoryjne na 123 osoby. Dzięki rozmieszczeniu sal audytoryjnych na dwóch poziomach można je połączyć w jedną 666 osobową widownię kompleksowo wyposażoną. Obiekt jest przystosowany dla osób niepełnosprawnych. |         |
| Biblioteka Uczelniana            | ul. Opalińskich 1 64-100 Leszno  | Biblioteka jest budynkiem trzykondygnacyjnym o powierzchni użytkowej 2100m². Znajdują się w nim m.in.: wypożyczalnia, czytelnia, magazyn książek i czasopism, pomieszczenia opracowania zbiorów, pomieszczenia administracji, sale wykładowe, galeria J.A.K. i strefa relaksu dla studentów. Wyposażona jest w elektroniczny system samodzielnego wypożyczania i zwrotu książek oraz elektroniczny system zabezpieczenia zbiorów.                                                   |         |
| Dom Studencki „Komenik”          | ul. Opalińskich 1 64-100 Leszno  | Akademik dysponuje 200 miejscami w 70 pokojach studenckich 2 i 3 osobowych, oraz 8 miejscami w 6 pokojach gościnnych 1 i 2 osobowych. |         |
| Centrum Kształcenia Praktycznego | ul. Narutowicza 74 64-100 Leszno | Centrum ma status jednostki międzyszkolnej i jest wykorzystywane przez szkoły zawodowe z Leszna oraz przez studentów PWSZ (głównie Instytutu Politechnicznego). Uczelnia stworzyła i wyposażyła 18 laboratoriów dla specjalności głównie technicznych oraz 4 pracownie komputerowe. |         |